# Terror lovecraftiano

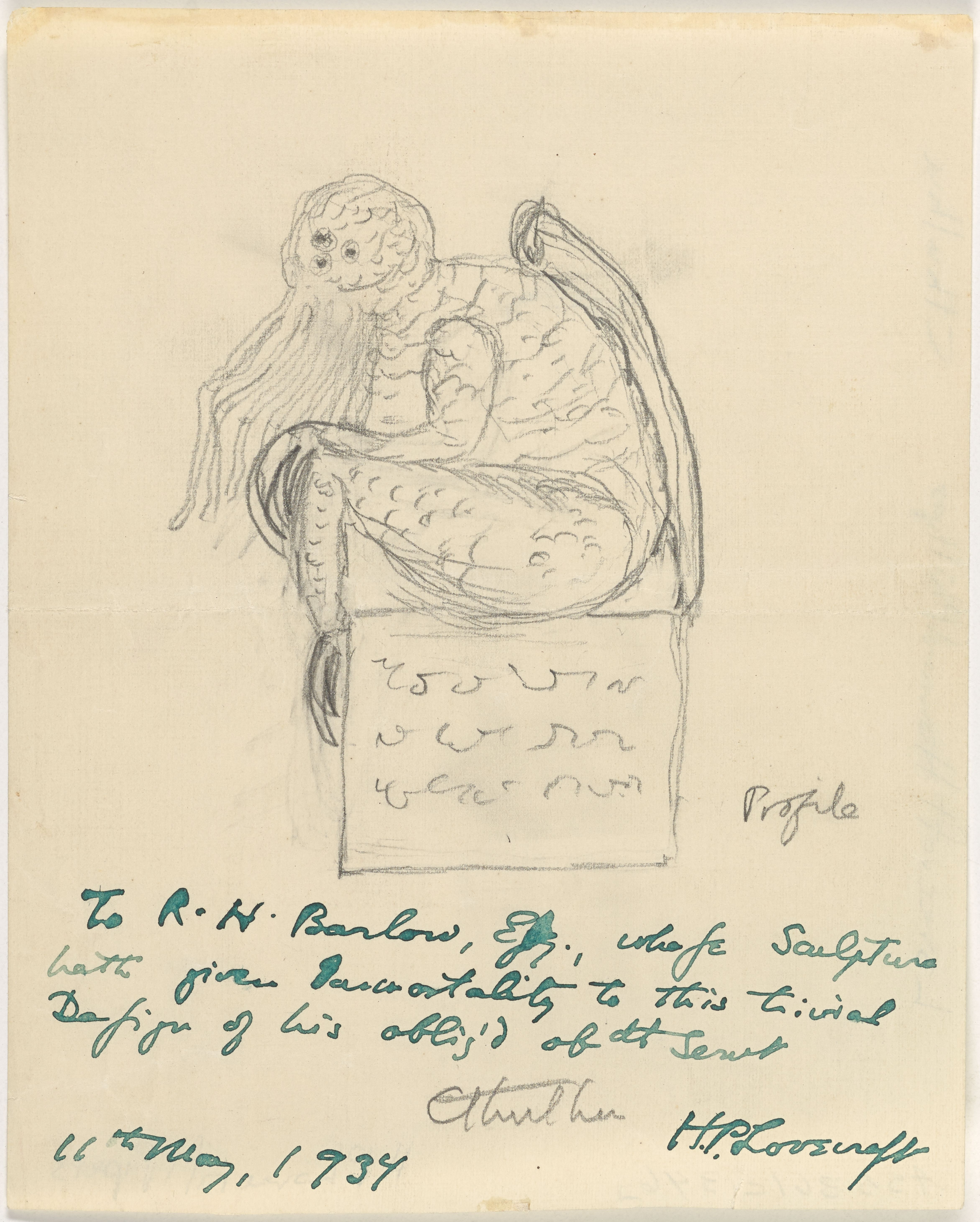
Um desenho de Cthulhu, a entidade cósmica principal no conto de Lovecraft, " The Call of Cthulhu ", publicado pela primeira vez na revista pulp Weird Tales em 1928.

O terror lovecraftiano, às vezes referido como "horror cósmico", é um subgênero de ficção de terror e ficção estranha que enfatiza o terror do desconhecido e incompreensível mais do que sangue ou outros elementos chocantes. O nome vem do autor norte-americano H.P. Lovecraft (1890-1937). Seu trabalho enfatiza temas de pavor cósmico, conhecimento proibido e perigoso, loucura, influências não humanas sobre a humanidade, religião e superstição, destino e inevitabilidade, e os riscos associados às descobertas científicas,  que agora estão associados ao horror lovecraftiano como um subgênero. Os temas cósmicos do horror lovecraftiano também podem ser encontrados em outras mídias, como filmes de terror, jogos de terror e quadrinhos.

## Origem

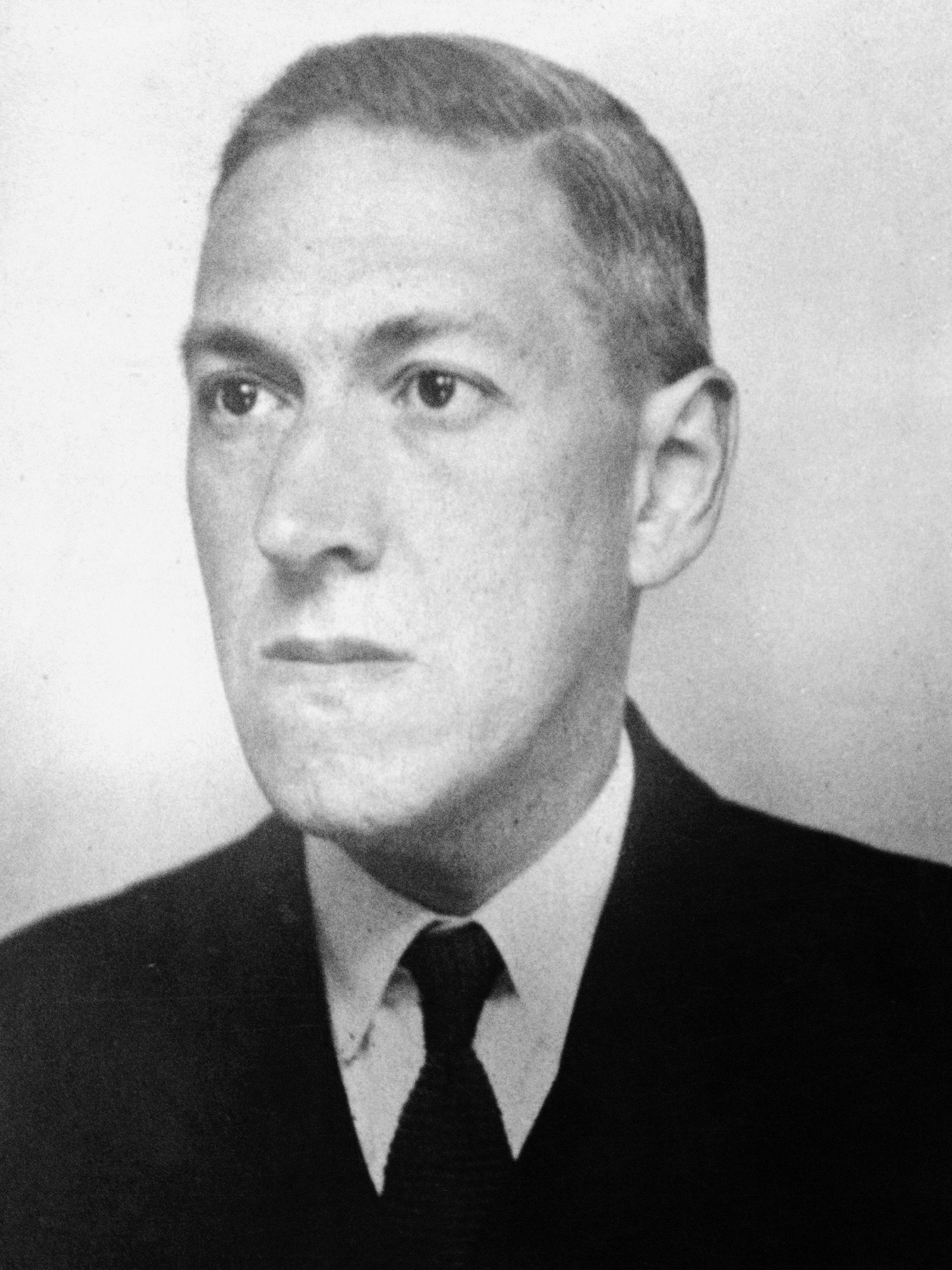
H.P. Lovecraft em Junho de 1934

O autor americano H.P. Lovecraft aperfeiçoou esse estilo de contar histórias em seus próprios mitos que envolviam um conjunto de elementos sobrenaturais, pré-humanos e extraterrestres . Seu trabalho foi influenciado por autores como Edgar Allan Poe, Algernon Blackwood, Ambrose Bierce, Arthur Machen, Robert W. Chambers e Lord Dunsany . No entanto, Lovecraft fez questão de distinguir seu trabalho da ficção gótica e sobrenatural existente, elevando o horror, em suas próprias palavras, a um nível "cósmico".  Stephen King disse que as melhores obras de Lovecraft são "excepcionalmente terríveis em toda a literatura americana, e sobrevivem com todo o seu poder intacto". 
A marca registrada do trabalho de Lovecraft é o cosmicismo, a sensação de que a vida comum é uma casca fina sobre uma realidade que é tão estranha e abstrata em comparação que apenas contemplá-la prejudicaria a sanidade da pessoa comum, causando uma insignificância e impotência em uma escala cósmica, e negatividade inflexível. A autora China Miéville diz que "o terror de Lovecraft não é de intrusão, mas de realização. O mundo sempre foi implacavelmente sombrio; o terror está em reconhecermos esse fato." O trabalho de Lovecraft também está imerso na sensação insular da Nova Inglaterra rural, e grande parte do gênero continua a manter essa sensação de que "aquilo que o homem não deveria saber" pode estar mais próximo da superfície da vida cotidiana, fora das cidades lotadas de civilização moderna. 

## Temas
Os temas centrais e a atmosfera do terror cósmico foram apresentados pelo próprio Lovecraft em "Supernatural Horror in Literature", seu artigo sobre ficção gótica, estranha e de terror. Várias características que foram identificadas foram associadas ao terror Lovecraftiano:
- Medo do desconhecido e incognoscível.[19]
- O "medo e admiração que sentimos quando confrontados com fenômenos além de nossa compreensão, cujo âmbito se estende além do campo estreito dos assuntos humanos e se vangloria de uma significância cósmica".[20] Aqui o terror deriva-se da percepção de que os interesses, desejos, leis e moralidade humanos não têm significado e importância no universo como um todo.[21] Consequentemente, notou-se que as entidades nos livros de Lovecraft não eram más. Eles estavam simplesmente muito além das concepções humanas de moralidade.[21]
- Uma "contemplação do lugar da humanidade no vasto e desconfortável universo revelado pela ciência moderna" em que o terror brota da "descoberta de uma verdade terrível".[22]
- Uma fusão naturalista de terror e ficção científica em que as presunções sobre a natureza da realidade são "desconstruídas".[23]
- Que "o progresso tecnológico e social desde os tempos clássicos facilitou a repressão de uma consciência da magnitude e malignidade do macrocosmo em que o microcosmo humano está contido", ou em outras palavras, uma repressão calculada da natureza horripilante do cosmos como uma reação ao seu "terrível essencial". [24]
- Tendo protagonistas impotentes diante de poderes incompreensíveis e inescapáveis, que reduzem o ser humano de uma posição privilegiada à insignificância e incompetência.[25][26]
- Preocupação com texturas viscerais, substâncias semi-gelatinosas proteicas e lodo, em oposição a outros elementos de horror, como sangue, ossos ou cadáveres.[27]

## Colaboradores e seguidores
Grande parte da influência de Lovecraft é secundária, pois ele foi amigo, inspiração e correspondente de muitos autores que desenvolveram suas próprias obras notáveis. Muitos desses escritores também trabalharam com Lovecraft em histórias escritas em conjunto. Seus amigos e colaboradores mais famosos incluem Robert Bloch,  autor de Psycho ; Robert E. Howard, criador de Conan, o Bárbaro ; e August Derleth, que se concentrou em estender os Mitos de Cthulhu . 
Escritores de terror subsequentes também se basearam fortemente no trabalho de Lovecraft. Enquanto muitos fizeram referências diretas a elementos de seus mitos, seja para se basear em suas associações ou para reconhecer sua influência, muitos outros se basearam na sensação e no tom de seu trabalho sem se referir especificamente aos elementos do mito. Alguns disseram que Lovecraft, junto com Edgar Allan Poe, é o autor mais influente do terror moderno. O autor Stephen King disse: "Agora que o tempo nos deu alguma perspectiva sobre seu trabalho, acho que não há dúvida de que HP Lovecraft ainda não foi superado como o maior praticante do conto de terror clássico do século XX".
No final do século 20, Lovecraft tornou-se uma espécie de ícone da cultura pop, resultando em inúmeras reinterpretações e referências ao seu trabalho. Muitos destes caem fora da esfera do terror lovecraftiano, mas representam os Cthulhu Mythos na cultura popular .

### Literatura e arte
O trabalho de Lovecraft, publicado principalmente em revistas pulp, nunca teve o mesmo tipo de influência na literatura que os contemporâneos literários do alto modernismo, como Ernest Hemingway e F. Scott Fitzgerald . No entanto, seu impacto ainda é sentido amplo e profundamente em alguns dos mais célebres autores da ficção contemporânea. As fantasias de Jorge Luis Borges exibem uma notável semelhança com alguns dos trabalhos mais influenciados pelos sonhos de Lovecraft. Borges também dedicou sua história, "Há mais coisas" a Lovecraft, embora também considerasse Lovecraft "um parodista involuntário de Poe ". O romancista francês Michel Houellebecq também citou Lovecraft como uma influência em sua crítica HP Lovecraft: Against the World, Against Life, no qual ele se refere às histórias escritas nos últimos dez anos da vida de Lovecraft como "os grandes textos".
A propensão de Lovecraft para paisagens oníricas e para o biologicamente macabro também influenciou profundamente artistas visuais como Jean "Moebius" Giraud e H.R. Giger . O livro de pinturas de Giger, que levou diretamente a muitos dos designs para o filme Alien, foi nomeado Necronomicon, o nome de um livro fictício em várias histórias dos mitos de Lovecraft. Dan O'Bannon, o escritor original do roteiro de Alien, também mencionou Lovecraft como uma grande influência no filme. Com Ronald Shusett, ele escreveria mais tarde Dead &amp; Buried e Hemoglobin, ambos admitidos como pastiches de Lovecraft.

## Histórias em quadrinhos
Lovecraft teve uma grande influência no mundo dos quadrinhos. Isso inclui não apenas adaptações de suas histórias, como HP Lovecraft's Worlds, HP Lovecraft's Cthulhu: The Whisperer in Darkness, Graphic Classics : HP Lovecraft, e MAX 's Haunt of Horror, mas também a incorporação dos seus Mitos em novas histórias.
Alan Moore tocou em temas Lovecraftianos, em particular em seu The Courtyard and Yuggoth Cultures and Other Growths (e no spin-off Yuggoth Creatures de Antony Johnston ), mas também em seu Black Dossier onde a história "What Ho, Gods of the Abyss?" misturou terror Lovecraftiano com Bertie Wooster . Neonomicon e <i id="mw4Q">Providence</i> postulam um mundo onde os mitos, embora exista como ficção escrita por Lovecraft, também são muito reais.
Além de aparecer com Fort  em duas histórias em quadrinhos, Lovecraft apareceu como personagem em vários quadrinhos Lovecraftianos. Ele aparece na minissérie de Mac Carter e Tony Salmons, The Strange Adventures of HP Lovecraft da Image e na graphic novel infantil da Arcana, Howard and the Frozen Kingdom, de Bruce Brown. Um webcomic, Lovecraft is Missing, estreou em 2008 e ocorre em 1926, antes da publicação de "O chamado de Cthulhu ", e tece elementos das histórias anteriores de Lovecraft.
Boom! Estúdios também exibiram algumas séries baseadas em Cthulhu e outros personagens dos mitos, incluindo Cthulhu Tales e Fall of Cthulhu .
O criador de Hellboy, Mike Mignola, descreveu os livros como sendo influenciados principalmente pelas obras de Lovecraft, além das de Robert E. Howard e da lenda de Drácula . Este foi adaptado para o filme de 2004 Hellboy . Sua minissérie Elseworlds, The Doom That Came to Gotham, reimagina Batman em um confronto com monstros Lovecraftianos.
O artista de mangá Junji Ito é fortemente influenciado por Lovecraft. Gou Tanabe adaptou alguns dos contos de Lovecraft em mangás. 
A edição #32 de The Brave and the Bold foi fortemente influenciada pelas obras e estilo de Lovecraft. Além de usar pastiches de Cthulhu, The Deep Ones e R'lyeh, o escritor J. Michael Straczynski também escreveu a história em um estilo distintamente Lovecraftiano. Escrito inteiramente da perspectiva de um marinheiro traumatizado, a história faz uso de várias marcas registradas de Lovecraft, incluindo o sentimento supremo de insignificância diante do sobrenatural. 

## Cinema e televisão
A partir da década de 1950, na era seguinte à morte de Lovecraft, o terror lovecraftiano tornou-se realmente um subgênero, não apenas alimentando adaptações cinematográficas diretas de Poe e Lovecraft, mas fornecendo a base sobre a qual muitos dos filmes de terror das décadas de 1950 e 1960 foram construídos.

### Anos 1960
Um cineasta notável a mergulhar no poço Lovecraftiano foi o cineasta B dos anos 1960 Roger Corman, com seu The Haunted Palace (1963) sendo muito vagamente baseado em The Case of Charles Dexter Ward, e seu X: The Man with the X-ray Eyes apresentando um protagonista levado à loucura por uma visão elevada que lhe permite ver Deus no coração do universo.
Embora não sejam adaptações diretas, os episódios da conhecida série The Outer Limits muitas vezes tinham temas lovecraftianos, como a futilidade e insignificância humana e os limites da sanidade e da compreensão.
Entre as outras adaptações bem conhecidas desta época estão Dark Intruder (1965), que tem algumas referências passageiras aos Mitos de Cthulhu ; em 1965 também teve Boris Karloff e Nick Adams em Die, Monster, Die! baseado no conto de Lovecraft " The Color Out of Space "; The Shuttered Room (1967), baseado em uma "colaboração póstuma" de August Derleth com Lovecraft, e Curse of the Crimson Altar (título americano: The Crimson Cult ) (1968), baseado em " The Dreams in the Witch House ".

### Anos 1970
A década de 1970 foi palco de uma série de filmes que foram classificados como terror Lovecraftiano. Isso inclui os temas da fragilidade humana, impotência diante do incompreensível e falta de respostas em Picnic at Hanging Rock, e The Dunwich Horror, com sua fonte na obra de Lovecraft e ênfase em "forças além do controle do protagonista." O filme Alien, de 1979, foi descrito como Lovecraftiano devido ao seu tema de "indiferença cósmica", a "desolação monumental" de seu cenário e deixando a maioria das perguntas sem resposta.
A série Night Gallery de Rod Serling de 1969-73 adaptou pelo menos duas histórias de Lovecraft, " Pickman's Model " e " Cool Air ". O episódio "Última Palestra do Professor Peabody", sobre o destino de um homem que leu o Necronomicon, incluiu um aluno chamado "Sr. Lovecraft", junto com outros alunos compartilhando nomes de autores no Círculo de Lovecraft .

### Anos 1980
Em 1981, a franquia de filmes de terror e comédia The Evil Dead foi criada por Sam Raimi depois de estudar H.P. Lovecraft. Consiste nos filmes The Evil Dead (1981), Evil Dead II (1987) e Army of Darkness (1992). O Necronomicon Ex-Mortis, ou simplesmente O Livro dos Mortos, é retratado em cada um dos três filmes.
A "Trilogia do Apocalipse" de John Carpenter ( A Coisa, O Príncipe das Trevas e Na Boca da Loucura ) apresenta elementos lovecraftianos, que se tornam mais perceptíveis a cada filme.
A comédia negra Re-Animator (1985) foi baseada no conto de Lovecraft, Herbert West-Reanimator . Re-Animator gerou dois filmes de sequência.
From Beyond, de 1986, foi vagamente baseado no conto de Lovecraft com o mesmo nome .
O filme de 1987 The Curse foi uma adaptação de " The Color Out of Space " de Lovecraft. Sua sequência, Curse II: The Bite foi vagamente inspirada em " The Curse of Yig ", originalmente uma colaboração entre Lovecraft e Zealia Bishop .

### Anos 1990
O filme da HBO de 1991 Cast a Deadly Spell estrelou Fred Ward como Harry Phillip Lovecraft, um detetive noir investigando o roubo do Necronomicon em um universo alternativo de 1948 em Los Angeles, onde a magia era comum. A sequência Witch Hunt teve Dennis Hopper como H. Phillip Lovecraft em uma história ambientada dois anos depois.
O Ressuscitado de 1992, dirigido por Dan O'Bannon, é uma adaptação do romance de Lovecraft, The Case of Charles Dexter Ward . Ele contém vários elementos fiéis à história de Lovecraft, embora o estúdio tenha feito grandes cortes no filme.
O auto-nominado Necronomicon (1993), apresentava o próprio Lovecraft como personagem, interpretado por Jeffrey Combs . As três histórias em Necronomicon são baseadas em dois contos de H.P. Lovecraft e um roamnce: "The Drowned" é baseado em " The Rats in the Walls ", "The Cold" é baseado em " Cool Air ", e "Whispers" é baseado em O Sussurrador na Escuridão .
The Lurking Fear, de 1994, é uma adaptação da história de Lovecraft " The Lurking Fear ". Tem alguns elementos fiéis à história de Lovecraft, enquanto é desviado para um subplot de crime.
Castle Freak, de 1995, é vagamente inspirado na história de Lovecraft " The Outsider ".

### Anos 2000
Este período teve alguns filmes usando temas de terror lovecraftianos. The Mist, de 2007, adaptação cinematográfica de Frank Darabont do conto de 1985 de Stephen King com o mesmo nome, apresentando monstros sobrenaturais de Lovecraft emergindo de um espesso manto de névoa para aterrorizar uma pequena cidade da Nova Inglaterra, e The Call of Cthulhu, de 2005, feito pela H.P. Lovecraft Historical Society, uma adaptação em preto e branco usando técnicas de cinema mudo para imitar a sensação de um filme que poderia ter sido feito na década de 1920, na época em que a história de Lovecraft foi escrita.
Dagon de 2001 é um filme de terror espanhol dirigido por Stuart Gordon . Embora intitulado após a história de Lovecraft "Dagon", o filme é na verdade uma adaptação eficaz de sua história The Shadow over Innsmouth .
Cthulhu é um filme de terror australiano de baixo orçamento de 2000 que foi dirigido, produzido e escrito por Damian Heffernan. É baseado principalmente em duas histórias de Lovecraft, " The Thing on the Doorstep " e The Shadow Over Innsmouth .
Cthulhu de 2007, dirigido por Dan Gildark, é vagamente baseado na novela The Shadow over Innsmouth (1936). O filme se destaca entre as obras adaptadas da obra de Lovecraft por ter um protagonista gay.

### Anos 2010
Desde 2010, vários filmes populares usaram elementos de terror cósmico, notadamente Annihilation de Alex Garland (baseado no romance de 2014 de mesmo nome de Jeff VanderMeer ) com seus fortes temas de incompreensibilidade e influência externa na terra. O filme de 2019 de Robert Egger, The Lighthouse, foi comparado às obras de Lovecraft devido à atmosfera sombria, imagens de terror no fundo do mar e o poder sobrenatural e enlouquecedor do farol titular que leva os protagonistas à insanidade. O épico de terror de ficção científica de Ridley Scott de 2012 Prometheus e o filme de Gore Verbinski de 2016 A Cure for Wellness foram notados por seus elementos Lovecraftianos. A minissérie de 2019 da HBO, Chernobyl, foi descrita como "a nova face do horror cósmico", com a radiação preenchendo o papel de um terror incompreensível, indomável e indiferente.
Os filmes de Panos Cosmatos, Beyond the Black Rainbow e Mandy pegam temas de terror cósmico e os misturam com elementos psicodélicos e new age, enquanto o trabalho de Justin Benson e Aaron Moorhead em Resolution, Spring e The Endless também foram descritos como "Lovecraftianos".
Outros filmes incorporando ou adaptando diretamente o trabalho de Lovecraft incluem o filme de 2011 The Whisperer in Darkness baseado no conto de Lovecraft com o mesmo nome, o curta-metragem finlandês de 2017 Sound from the Deep incorporando elementos de At the Mountains of Madness em um cenário moderno, e Color Out of Scpace de  Richard Stanley baseado no conto de Lovecraft " A cor que caiu do espaço ". Também é digno de nota o filme de 2012 de Drew Goddard, The Cabin in the Woods, uma comédia de terror que deliberadamente subverte referências e metáforas de horror cósmico.

### Anos 2020
William Eubank, diretor do filme de 2020 Underwater, confirmou que as criaturas de seu filme estão ligadas ao Mitos de Cthulhu .Masking Threshold (2021) usa elementos da história de Lovecraft. O diretor e escritor Johannes Grenzfurthner confirma sua influência em entrevistas. O filme de terror de 2022 Venus é inspirado em " Os Sonhos na Casa das Bruxas " de H.P. Lovecraft.

## Jogos
Elementos do horror Lovecraftiano apareceram em vários videogames e jogos de RPG . Esses temas foram reconhecidos como se tornando mais comuns, embora sejam reconhecidas dificuldades em retratar o horror lovecraftiano em videogames além de uma estética visual.

### Jogos de mesa
Lovecraft foi uma influência em Dungeons & Dragons começando no início dos anos 1970, e as primeiras impressões de AD&D Deities &amp; Demigods incluíam personagens dos romances de Lovecraft. Dungeons & Dragons influenciou jogos de RPG posteriores, incluindo Call of Cthulhu (1980), que por sua vez recrutou novos fãs para os mitos de Cthulhu. As expansões de Magic: The Gathering como Battle for Zendikar (2015), Eldritch Moon (2016) e Shadows over Innistrad (2016) contêm componentes Lovecraftianos.

### Videogames

#### Anos 1980 e 1990
Os videogames, assim como os filmes, têm uma rica história de elementos e adaptações lovecraftianas. Em 1987, The Lurking Horror foi o primeiro a trazer o subgênero de terror Lovecraftiano para plataformas de computador. Este foi um jogo de aventura baseado em texto, lançado pela Infocom, que é mais conhecida pela série Zork .
Alone in the Dark (jogo de 1992) contém elementos e referências Lovecraftianas.
Shadow of the Comet, um jogo que se passa no século 19, é fortemente inspirado no mito de Cthulhu.
O jogo de aventura de texto de 1998 Anchorhead é fortemente inspirado em Lovecraftian Horror e apresenta muitos elementos dos mitos de Cthulhu, bem como citações de Lovecraft.
Quake (videogame), um jogo FPS que possui elementos Lovecraftianos.

#### Anos 2000
O jogo russo de 2005 Pathologic apresenta muitos temas comuns às obras de Lovecraft: Os três personagens principais são todos, de alguma forma, forasteiros. O jogo gira em torno de uma praga imparável que deixa lodo sangrento e gelatinoso em áreas contaminadas; o personagem do jogador é completamente impotente para parar a praga.
Call of Cthulhu: Dark Corners of the Earth para PC e Xbox é um jogo de tiro em primeira pessoa com fortes elementos de terror de sobrevivência.
Eternal Darkness: Sanity's Requiem no Nintendo Gamecube utiliza temas pesados de horror cósmico ao longo do jogo, em particular com a sanidade dos personagens dos jogadores sendo afetada por suas interações com o sobrenatural.

#### 2010 e atualmente
O jogo de terror de sobrevivência Amnesia: The Dark Descent é fortemente inspirado no terror Lovecraftiano, em design visual, enredo e mecânica, com um impacto duradouro reconhecido nos jogos do gênero de terror. The Last Door é um jogo de aventura point-and-click que combina terror Lovecraftiano com horror terror, e o jogo Bloodborne da From Software inclui muitos temas Lovecraftianos e de terror cósmico, sem referência aos Mitos de Cthulhu . O jogo roguelike The Binding of Isaac: Rebirth apresenta um horror Lovecraftiano como a transformação de Leviathan no jogo.
Outros jogos lançados desde 2010 com elementos de terror Lovecraftiano incluem Sunless Sea, um jogo de RPG de sobrevivência/exploração de terror gótico, <i id="mwApo">Vintage Story</i>, um jogo de sobrevivência sandbox com inimigos no jogo chamados "Drifters" inspirado no gênero, o jogo Darkest Dungeon um jogo de RPG com ênfase em trauma mental e aflição, Edge of Nowhere, um jogo de realidade virtual de ação e aventura, e The Sinking City, um jogo de mundo aberto e jogo de mistério e terror de sobrevivência na Nova Inglaterra dos anos 1920, inspirando-se em The Shadow over Innsmouth e " Facts Concerning the Late Arthur Jermyn and His Family ". Smite apresenta Cthulhu como um personagem jogável. Em 2020 foi lançado Call of the Sea, um jogo de aventura e quebra-cabeça, fortemente inspirado nas obras de Lovecraft.

## Outras mídias
- Uzumaki de Junji Ito
- Mansions of Madness 1ª e 2ª edição do jogo de tabuleiro
- Fundação SCP
- Os Arquivos Magnus
- As músicas The Call of Ktulu, The Thing That Should Not Be, All Nightmare Long e Dream No More do Metallica
- O Chamado do Vazio